# ジャック・エップス・ジュニア
ジャック・エップス・ジュニア（Jack Epps Jr., 1949年11月3日 - ）は、アメリカ合衆国の脚本家、作家、教員である。

## 人物
1980年代にジム・キャッシュと共に『トップガン』、『夜霧のマンハッタン』、『摩天楼はバラ色に』の脚本を書いたことで知られる。エップスはミシガン州立大学文学部を卒業後、南カリフォルニア大学で教鞭をとった。

## キャリア
エップスは当初映画監督を志望してカリフォルニアを訪れたが、そのための資金もノウハウも持っていなかった。彼はまず脚本を書き、それが監督に繋がることを期待することにした。エップスはアンディ・ハウスと組んで『ハワイ5-0』の脚本を売り込んだ。ハウスと数年仕事を続けた後、エップスはジム・キャッシュをパートナーとした。

### 『トップガン』とその後の成功
エップスとキャッシュは7つの脚本を書き上げるも未製作に終わった。その後2人が書いた『トップガン』が撮影され、1986年の世界興行収入1位のヒット作となった。さらに彼らは『夜霧のマンハッタン』と『摩天楼はバラ色に』の脚本を書いた。2人はその後25本以上の脚本を共同で書き、そのうち『ターナー&フーチ/すてきな相棒』、『ディック・トレイシー』、『アナコンダ』など8本が製作に至った。

## 教職
エップスは映画芸術学部の准教授と主任を務めている。これまでのキャリアで培った技術を授業に応用し、脚本マニュアル『Screenwriting is Rewriting: The Art and Craft of Professional Revision』を執筆して2016年に出版された。

## 受賞と栄誉
エップスは2009年のミシガン州立大学卒業式で名誉美術博士号を授与された。またミシガン州立大学スパルタン・イン・ハリウッド賞の受賞者である。彼は30年間にわたって全米脚本家組合に所属し、また映画芸術科学アカデミーの会員でもある。

## フィルモグラフィ

### テレビシリーズ
- ハワイ5-0 Hawaii Five-O (1976) 計1話脚本
- 刑事コジャック Kojak (1976) 計1話原案

### 映画
- Pigs vs. Freaks (1984) テレビ映画、原案・製作
- トップガン Top Gun (1986) 脚本
- 夜霧のマンハッタン Legal Eagles (1986) 脚本・原案
- 摩天楼はバラ色に The Secret of My Success (1987) 脚本
- ターナー&フーチ/すてきな相棒 Turner & Hooch (1989) 脚本
- ディック・トレイシー Dick Tracy (1990) 脚本
- アナコンダ Anaconda (1997) 脚本
- フリントストーン2/ビバ・ロック・ベガス The Flintstones in Viva Rock Vegas (2000) 脚本
- アナコンダ2 Anacondas: The Hunt for the Blood Orchid (2004) 原案・オリジナル脚本
- トップガン マーヴェリック Top Gun: Maverick (2022) キャラクター創造